# Amalberga van Maubeuge

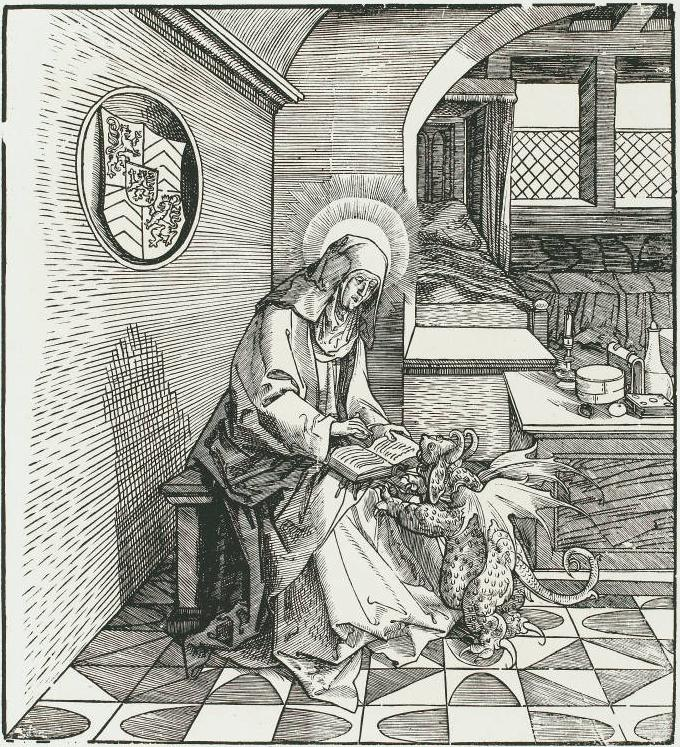
Amalberga van Maubeuge

Amalberga van Maubeuge († circa 690), omwille van haar verering in de Abdij van Lobbes en te Binche ook Amalberga van Lobbes of Amalberga van Binche genoemd. 
De biografie van Amalberga van Maubeuge werd tussen 1033-1048 opgetekend door abt Hugo van Lobbes (1033-1053): Vita S. Amalbergae viduae. Hij stelt haar voor als een zuster van Pepijn van Landen. Haar echtgenoot zou een zekere hertog Witger van Lotharingen geweest zijn, met wie zij vijf heilige kinderen had: Goedele van Brussel,  Emebertus,  Renelde van Saintes, Sinte-Veerle en Ermelindis. Na de geboorte van haar jongste dochter Goedele trad ze in het klooster van Maubeuge. 

## Cultus
- Amalberga wordt aangeroepen tegen pijn in de arm, tegen blauwe plekken en tegen koorts.
- Haar feestdag valt op 10 juli.
- Attribuut: nonnenhabijt, een boek in de hand en met gravinnenkroon.
- Amalberga van Maubeuge mag niet verward worden met de Vlaamse heilige Amalberga van Temse, patrones van de Sint-Pietersabdij te Gent (attribuut: een reusachtige vis, die volgens de legende in de nabijheid van de heilige opsteeg uit een rivier).

## Hagiografie
De afstammingsgeschiedenis van Amalberga is naar alle waarschijnlijkheid gefingeerd. Afgezien van de fragmentarische Merovingische tijdselementen blijkt deze grotendeels te zijn overgepend uit een andere 11e-eeuwse hagiografie, namelijk het martelverhaal van Catharina van Alexandrië: Passio S. Katharinae.
De biografische wetenswaardigheden over haar legendarische echtgenoot, de Merovingische hertog Witger van Lotharingen, blijken anderzijds te zijn geïnspireerd op de levensloop van een 10e-eeuwse historische figuur, Wigerik van Lotharingen.
De vermoedelijk oudste vita uit de cyclus, de Vita S. Amalbergae viduae, werd al voor 1054 als voorliggende brontekst gebruikt tijdens een interpolatie van de Gesta episcoporum Cameracensium, de gesta van de bisschoppen van Kamerijk die omstreeks 1024/1025 waren opgetekend. Voortgaande op de vita werd bisschop Ablebertus (ca. 630) toen vereenzelvigd met de heilige Emebertus, de legendarische zoon van Amalberga van Maubeuge. De schrijver van de gesta (vermoedelijk Fulco van Kamerijk, kapelaan van bisschop Gerard I) merkt echter op dat deze gelijkstelling louter op een volkstraditie gebaseerd was en dat de naam Emebertus verschilde van de naam Ablebertus, zoals hij voorkwam in een hem te beschikking staande lijst van bisschoppen van Kamerijk.